# شل ریج (کالیفرنیا)
شل ریج (به انگلیسی: Shell Ridge) یک منطقهٔ مسکونی در ایالات متحده آمریکا است که در شهرستان کنترا کوستا، کالیفرنیا واقع شده‌است. شل ریج ۱٫۱۱۴ کیلومتر مربع مساحت و ۹۵۹ نفر جمعیت دارد و ۹۰ متر بالاتر از سطح دریا واقع شده‌است.